# Henry E. Holt
Henry E. Holt é um astrónomo estado-unidense que trabalha na Universidade do Arizona eque descobriu inúmeros asteróides. Foi um dos que descobriram os cometas periódicos 121P/Shoemaker-Holt, 127P/Holt-Olmstead e 128P/Shoemaker-Holt.
O asteróide 4435 Holt foi nomeado em sua honra.